# All in Your Name
All in Your Name är en sång av Michael Jackson och Barry Gibb, inspelad 2002 och släppt 2011.
Singeln är inspirerad av kristendomen och är en protest mot Irakkriget, vilket startade 2003, ett år efter att de hade spelat in singeln. Dock finns det inga kopplingar mellan texten och kriget.  
Singeln släpptes två år efter Michael Jacksons död tillsammans med videofilmer från inspelningen.